# ASD Nuova Igea Virtus
Associazione Sportiva Dilettantistica Nuova Igea Virtus, zkráceně jen Igea Virtus je italský klub hrající v sezoně 2024/25 4. italskou fotbalovou ligu, sídlící ve městě Barcellona Pozzo di Gotto v regionu Sicílie.

## Změny názvu klubu
- 1946/47 – 1949/50 – Igea Virtus Barcellona (Igea Virtus Barcellona)
- 1950/51 – 1963/64 – AS Igea Virtus Barcellona (Associazione Sportiva Igea Virtus Barcellona)
- 1964/65 – 1992/93 – AS Nuova Igea (Associazione Sportiva Nuova Igea)
- 1993/94 – 2010/11 – FC Igea Virtus Barcellona (Football Club Igea Virtus Barcellona)
- 2011/12 – 2018/19 – ASD Igea Virtus Barcellona (Associazione Sportiva Dilettantistica Igea Virtus Barcellona)
- 2019/20 – 2021/22 – ASD Igea 1946 (Associazione Sportiva Dilettantistica Igea 1946)
- 2022/23 – ASD Nuova Igea Virtus (Associazione Sportiva Dilettantistica Nuovo Igea Virtus)

## Získané trofeje

### Vyhrané domácí soutěže
- 4. italská liga (1x)

1951/52
- 5. italská liga (4x)

1999/00, 1971/72, 2015/16, 2022/23

## Účast v ligách
| Úroveň soutěže | Název soutěže (nynější název) | První hraná sezona | Poslední hraná sezona | celkem odehraných sezon |
| -------------- | ----------------------------- | ------------------ | --------------------- | ----------------------- |
| 3              | Serie C                       | 1947/48            | 1950/51               | 4                       |
| 4              | Serie D                       | 1951/52            | 2024/25               | 31                      |
| 5              | Eccellenza                    | 1953/54            | 2022/23               | 34                      |